# 李续宾
李續賓（1818年—1858年11月16日），字迪庵，又字克惠，湖南湘乡人，清朝名将，湘軍中坚。

## 生平
先祖唐朝郑孝王李亮。嘉庆二十三年（1818年）生于湖南湘乡敦行四十四都（今属涟源市荷塘镇古楼），排行第四，曾祖父李本桂富甲一方，生性慷慨，借钱给别人，不滿一百两白银，不必寫借據。
自幼臂力過人，善騎射，早時賣煤炭供胞弟李续宜读书，举人罗泽南很看重他。道光十八年（1838）开始参与团练乡民的工作。太平军事起，李续宾协助罗泽南办团练，“能以兵法约束子弟，明耻教战，训练尤精”，咸丰三年与罗澤南援江忠源于南昌，以战功升知县，又与罗剿平江西南部土匪。咸丰四年（1854年）六月，湘軍中营与右营攻打岳州，太平军退出岳州，罗泽南和塔齐布进城，唯有李续宾率领右营追击敌军，趁着大雨擒斩两千多人。塔齐布立马观战，赞道：“白旗无敌！”。李续宾与罗泽南一路收复武汉，合围九江，升任知府。
后因九江久攻不克，武汉再次被太平军占领，与罗泽南，刘蓉率军回援湖北。一路连胜，直逼武昌。后守军得到石达开增援，抵抗顽抗，僵持不下。罗于咸丰七年受伤不治，遗嘱李续宾代统全军。后因杨韦事变，石达开离开，太平军军心不稳，被湘军一鼓击败，武汉遂被收复。李续宾与胡林翼随后肃清湖北全境，再逼九江。
咸丰八年，李续宾領清軍主力三十萬，攻克与九江成掎角之势的湖口，全歼守军五千，已被久圍的九江完全孤立。在劝降遭拒绝后，湘军用地雷炸开坚城，杀太平军守将林启容以及一万七千名守军；李續賓將林開膛破肚，見胃中唯有青草，知城中糧盡已久，事後即以「設有脅從之民，必早投誠，設計逸出…」為藉口，下令盡屠城中二萬遺民。因此政升为浙江布政使加巡抚衔，赏穿黄马褂，专折奏事。
咸丰8年（1858）11月，奉命率部6000人援救安徽，两月间接連佔領枫香铺、小池驿、梅心驿，复太湖、潜山、桐城、舒城，直抵三河，太平军一度撤退。不久李續賓被陈玉成、李秀成联合率领的数十万援军包围，拒绝突围，与所部全部战死。
李续宾多年南征北战，成为清军的主力，被胡林翼尊为圣人。他出战常将弱敌留给友军而自己对付强敌。李的死讯传到京城后，咸丰帝（文宗）为之流泪，将李续宾比作周宣王的中兴大臣申侯和尹吉甫并嘉誉他有古名将之风，追赠总督，赐谥忠武，入祀昭忠祠，立功各地建专祠并赐给李续宾之父李登胜一品封典。这一年的李续宾刚届四十岁，正当不惑。史称其时，“湘鄉處處招魂，家家怨別”。三河之败对湘军及清军打击极大，曾國藩提筆寫了“自三河敗後，元氣大傷，全軍皆寒，不可復戰”，胡林翼哀叹道：“此番长城顿失。……以百战之余，覆于一旦，是全军皆寒，此数万人，将动色相戒，不可复战”，李续宾在湘军史上有了无比悲壮的特殊地位。同治八年（1869）李续宾被追封三等男爵，光绪十二年（1886）下诏画像于紫光阁，光绪三十四年（1908）又以御笔开列为功勋最著，录用后裔。

## 家庭
- 子：李光久、李光令

李光久，字健斋，李续宾之子，江南侯补道，光绪20年中日甲午戰爭，随湖南巡抚吴大澂出关援辽，兵败归。光绪25年调补苏淞太道，晋任浙江按察使。

## 延伸阅读
[在维基数据编辑]
 《清史稿·卷195》
 《清史稿·卷408》，出自趙爾巽《清史稿》